# Sophronica antennalis
Sophronica antennalis är en skalbaggsart som beskrevs av Stefan von Breuning 1940. Sophronica antennalis ingår i släktet Sophronica och familjen långhorningar. Inga underarter finns listade i Catalogue of Life.